# قازارکی-قومر
قازارکی-قومر (ترکی آذربایجانی: Qazarkı-Qomər) یک منطقهٔ مسکونی در جمهوری آرتساخ است که در استان کاشاتاق واقع شده‌است.